# 鷲は舞い降りた
『鷲は舞い降りた』（わしはまいおりた、英: The Eagle Has Landed）は、ジャック・ヒギンズによるイギリスの冒険小説。第二次世界大戦中の英国領内にある寒村を舞台に、英国首相ウィンストン・チャーチルの拉致という特殊任務を受けた、ナチス・ドイツ落下傘部隊の冒険を描く。1975年に発表され、英米において発売直後から約6か月もの間ベストセラーに留まり続け、当時の連続1位記録を塗り替えた。翌年には映画も公開されている。

## 概要
本作の物語上における「鷲が舞い下りる」とは、作中において主人公が率いるドイツ空軍の降下猟兵の部隊が、降下に成功したことを本国に伝えるために用いる架空の作戦行動上の暗号（コード）である。ヒギンズの名を知らしめることになった代表作でもある本作は、1943年9月に成功したムッソリーニ救出作戦を背景として現実の事件や人物を織り込みながら壮大な物語が展開され、後に「ヒギンズ節」とも呼ばれる著者の作風を確立させた作品となっている。
本作は、主人公のシュタイナーやその協力者であるデヴリンといったヒロイックな登場人物の魅力も評価されており、かつてはステレオタイプの悪党として描かれることが多かったドイツ軍人を、血肉の通った共感できる人物として描いたことは、発表当時には新鮮であったといわれる。そうした善悪の枠組みでは割り切れない魅力を持った登場人物たちが、任務の意義に疑問を抱きつつも命を賭けてそれを遂行しようとし、戦争の犠牲者となっていく姿を描くことで、戦争の悲惨さを描き出す内容にもなっている。
1991年には著者の長編50作を記念して、この小説の続編である『鷲は飛び立った』が発表されたほか、同時期には本作の改定版である『鷲は舞い降りた 完全版』が刊行されている。『完全版』は初版において出版社の意向で削除されていたエピソードを復活させたもので、初版よりも主要登場人物の登場場面や描写が増え、また主要登場人物たちのその後を描くエピローグ部分に大幅な加筆が施されている。
日本でも人気の高い作品であり、早川書房の『ミステリマガジン』1992年5月号誌上で行われたアンケートを基に、1992年10月に発行された書籍『冒険・スパイ小説ハンドブック』で発表された人気投票の集計結果では、本作が冒険小説部門における第1位、他に3つのジャンル（海洋冒険小説、スパイ小説、謀略・情報小説）を含めた総合ベスト100では第5位の人気を獲得した。また、好きな主人公・好きな脇役部門においても本作の主要登場人物がそれぞれ3位、2位にランクインしている。

## ストーリー
イギリスのノーフォーク北部にある海辺の田舎町「スタドリ・コンスタブル」を取材で訪れた作家ジャック・ヒギンズは、教会の墓地の片隅に隠匿されていた墓石を発見する。そこには「1943年11月6日に戦死せるクルト･シュタイナー中佐とドイツ降下猟兵13名、ここに眠る」と刻まれていた。奇妙な墓碑銘の真実を探す旅を始めたヒギンズはやがて、かつてドイツ軍が実行したある作戦を知る。時は第二次世界大戦まで溯る。
1943年。ナチス・ドイツの敗色が濃厚となる中、幽閉されていたムッソリーニをオットー・スコルツェニー指揮する空軍降下猟兵部隊と親衛隊特殊部隊が救出した一件はヒトラーを狂喜させ、宿敵チャーチルの誘拐を思いつかせる。国防軍防諜部長官のヴィルヘルム・カナリス提督は、総統のちょっとした思いつきにすぎないと考え、部下のラードル中佐に形だけの検討をさせることにして有耶無耶にしようとした。しかしその一週間後、スタドリ・コンスタブルに暮らす女性ボーア人スパイ、ジョウアナ・グレイが、「チャーチルが村から近いスタドリ・グレインジで休暇を過ごす予定がある」ということを、具体的な日時・宿泊場所と共に連絡してくる。この情報はゲシュタポ長官のヒムラーにも伝わり、ヒムラーは反ヒトラー派のカナリスには秘匿して、ラードルに直接、チャーチルの殺害も可とした誘拐計画を進めることを強要する。ラードルには、総統ヒトラー直々の「ラードルへの協力要請書」が手渡される。
ラードルは実行部隊を落下傘降下で潜入・潜伏させ、チャーチル確保後に高速艇で回収する計画を立てるが、現地で作戦の下地づくりをするためにグレイ以外に男性の協力者を先行して送り込むことが必要だと考え、現在はベルリンで保護・監視されている元アイルランド共和軍 (IRA) の歴戦の工作員、リーアム・デヴリンに白羽の矢を立てる。デヴリンはいつか来る死を予感しながら、祖国アイルランドの独立を夢見る闘士でもあった。続いてラードルは、作戦を指揮する落下傘部隊の隊長として、クルト・シュタイナー中佐を指名する。
シュタイナーとその部下たちは、主要な戦線の戦火をくぐりぬけてきた歴戦のつわものだったが、名も知らぬユダヤ人の少女を助けたがために今は部隊ごとチャンネル諸島におくられ、人間魚雷による攻撃に従事させられていた。ラードルとデヴリンは直接に彼の元を訪れる。シュタイナーは反ヒトラー派としてゲシュタポに拿捕された父を救いたいこともあって、作戦を了承する。続き、「スタドリ・コンスタブル」まで彼らを運ぶ航空機とそのパイロット、帰りの高速艇の船長と、優秀な猛者たちが選ばれていく。
デヴリンは故郷アイルランド経由で「スタドリ・コンスタブル」に到着、グレイの甥ということで沼沢地の管理人となるが、不覚にも土地の娘モリィ・プライアと恋仲になってしまう。しかも恋敵の男をたたきのめすなどして村民の反感を買い、グレイを心配させる。が、それでもデヴリンは危険な闇商人ガーヴァルド兄弟から、必要なジープ、トラックを購入するなど着実に、シュタイナーたちを迎え入れる準備を整えていく。まずいのは、近くにアメリカ軍レインジャー部隊が訓練でやってきたことだった。
予定当日、濃霧の中、シュタイナーたちの降下は成功する。英語がしゃべれるシュタイナーはイギリス軍中佐に化け、部下たちは連合軍ポーランド兵士に化けていた。最初はいぶかっていた村民も徐々に警戒心をゆるめだし、偽装は成功したかに見えたが、そのとき、村の子供二人が川に流され、それを救ったシュタイナーの部下が水車に巻き込まれて死ぬという事故がおこり、そのさい死んだ兵士の軍装をはだけさせてしまい、下に着こんだドイツ軍兵装を村民に見られてしまう。
それでもシュタイナーは、村民全員を教会に集めて情報漏洩を防ぎ、作戦を続行しようとする。しかし教会の聖具室から秘密の地下トンネルで脱出した神父の妹が、そのことを懇意になったアメリカ軍レインジャー部隊に告げ、村のあちこちで、ドイツ軍との銃撃戦が起こる。
結果、グレイも射殺され、デヴリン、シュタイナー、重傷を負った副隊長のノイマンだけが生き残る。モリィはデヴリンがスパイだったことを知って激昂していたが、それでも最後にはデヴリンを助ける。シュタイナーは自分にはまだ任務があるからここに残ると言って、自らが囮となり、デヴリンとノイマンを高速艇の迎えの場所へ向かわせる。ベルリンでは「鷲、正体を知らる」の報をうけとったヒムラーがラードル逮捕の命令を発していた。
その夜、シュタイナーはメルサムハウスのテラスでチャーチルと対峙する。しかし、引き金を引くことをためらった一瞬にレインジャー部隊のケイン少佐に撃たれて死ぬ。
現代。ヒギンズはまた「スタドリ・コンスタブル」の教会を訪れていた。そこで余命いくばくもないであろう神父に、自らの調べたあの墓碑銘に関することを話すが、神父もある重大な事実を語る。

## 登場人物

### ドイツ空軍降下猟兵（落下傘部隊）
主人公であるシュタイナと、その忠実な部下たち。
クルト・シュタイナ―
本作の主人公。ドイツ空軍降下猟兵中佐。ドイツ陸軍少将の父とアメリカ人の母を持ち、若い頃は芸術家を志していたが、結局は軍に入る。数々の戦いで空挺奇襲任務において伝説的な手腕を発揮し、東部戦線において柏葉付騎士鉄十字章を受章。ヒトラーも直々の謁見を希望したほどだったが、ベルリンへの帰還途中のプラハでユダヤ人少女を助けたことで、チャンネル諸島で部下ともども懲罰任務に従事させられる。チャーチル誘拐の件で「有能且つイギリス人に見える将校」が必要になったため、ラードルの意向で作戦に起用されることとなる。
作中においてヒムラーから「非常に頭が良くて、勇気があって、冷静で、卓越した軍人……そして、ロマンテックな愚か者だ」と評される人物。早川書房の『冒険・スパイ小説ハンドブック』の主人公ランキングで3位に入る、人気の高い主人公である。
リッター・ノイマン
シュタイナの片腕を務める若者。階級は空軍降下兵中尉。大学卒業と同時に軍隊に入り、シュタイナと共に各地を転戦していた。騎士鉄十字章の授与が予定されていたが、ユダヤ人の少女を助けようとするシュタイナに他の隊員達と共に協力したことで流れてしまう。シュタイナが代わりに部隊を任せることができる有能な軍人であると同時に、戦士の誇りと優しさを忘れていない青年である。
ヴァルター・シュトルム
階級は軍曹。軍隊に入る前はハンブルクではしけの仕事をしていたこともあってか、口の聞き方が乱暴になるきらいがある。妻と娘がいたが、既に空襲で亡くしている。
ヴェルナー・ブリーゲル
階級は伍長。バードウォッチングが趣味の青年で、少年の頃にはノーフォークに鳥類観察に出かけていた。コンスタブルで出会ったアームズビィに、レニングラードにいるムクドリは冬場にイギリスに渡ることを教え、暫しの交流を持った。

### ドイツ空軍
ペーター・ゲーリケ
夜間戦闘航空団のパイロット。階級は大尉。戦前は民間の航空会社で輸送機DC-3を操縦していた。38機を撃墜したエースパイロットにもかかわらず、ゲーリングの前で「英空軍のスピットファイアは素晴らしい機である」と発言してしまったがために、騎士鉄十字章受賞から遠ざかる。腕前を見込まれ、降下部隊の輸送機の機長として抜擢された。

### ドイツ国防軍防諜部（アプヴェール）
マックス・ラードル
階級は陸軍砲兵中佐。30歳であるが10歳以上老けて見られる。東部戦線を生き延びて騎士鉄十字章を授与された勇者であったが、片目と左手を失って、ヴィルヘルム・カナリス海軍大将の指揮する国防軍情報部（アプヴェール）でカナリスの腹心として勤務している。身体のいたるところに負った傷による病気を抱えており、医者からもそう長くはないと宣告されていた。バイエルン山中に妻と3人の娘がおり、ヒムラーから強要されたチャーチル誘拐がまるで無意味な行為と知りつつ、家族を守るためにしぶしぶ計画を実行に移していく。
ジョウアナ・グレイ
南アフリカに存在したオレンジ自由国出身の女性。ボーア戦争でイギリス軍のために両親と前夫、娘を失ったことからイギリスに強い恨みを抱いていた。その後、彼女の身に同情したイギリス人医師と再婚。アフリカで夫の伝道を手伝い、夫の死後は南アフリカのイギリス人官吏の家で住み込みの家庭教師を働いていた。その時、ボーア・ナショナリズムの会合で出会ったドイツ人情報員、ハンス・マイアーに官吏の家で手に入れたイギリスの情報を手渡したことが、ドイツの工作員になるきっかけとなる。
数年後、後夫のおばが、スタドリ・コンスタブルにある家に移り住むことを条件にその遺産を彼女に受け継がせることを伝えてきたため、コンスタブルに移住。地元住民からはレディとして扱われるが、既に国防軍情報部に入っていたマイアーの斡旋によってイギリス在住の工作員、暗号名「椋鳥」としてドイツのために働くことになる。上流イギリス婦人という顔が効いて、たびたび重要な情報を横流ししていた。その中のチャーチルが地元の有力者の家に逗留するという情報が、チャーチル誘拐の作戦に一気に現実味を与えることになる。

### 親衛隊
ハーヴィ・プレストン
親衛隊が各国からの捕虜軍人を集めて構成した部隊のひとつである、イギリス自由軍所属のイギリス人。階級は少尉。戦争が始まる前は田舎劇団で俳優をしていたが、たびたびの詐欺行為によって逮捕を繰り返しており、執行猶予と引き換えに従軍。捕虜になった後にイギリス自由軍に志願した。捕虜仲間の脱走計画をたびたび密告していたなど無定見な人物で、一言で言ってしまえば「中身のないロクでなし」だった。しかし俳優という経歴から、上流階級の人間に化けるのが上手という特技があり、「イギリス人将校に見える人間がもう一人は必要」というヒムラーの余計な差し出口によって、降下猟兵部隊に加わることになる。
イギリス人でありながらナチに寝返りチャーチル誘拐に加担した彼の存在が、全てが終わった後に、イギリス側にこの事件を秘匿させた要因の一つになった。

### アイルランド共和軍
リーアム・デヴリン
アイルランド共和軍（IRA）の伝説的なテロリスト。父親がイギリスとの戦いで処刑されており、神父をしていた母方の伯父の許で成長した。トリニティ・カレッジに進学してイギリス文学での学位を取得し、将来は作家になるであろうといわれたが宗教暴動で教会が襲われ、伯父が片目を失明したことによってテロリストの道を選ぶことになる。その後各地を転戦し、最終的にはドイツ国防軍情報部に引き取られるがナチズムには反対の立場を取っていたため、大学講師というしがない暮らしを強いられていた。しかしチャーチル誘拐実行のため、彼に白羽の矢が立てられる。
小柄だがタフであり、卓越した拳銃の使い手。無謀な誘拐作戦に参加した理由を聞かれ「私が最後の冒険者だからだ」と答えるように「この世というのは神が作った冗談の世界」と考えているが、「それを笑いながら生きてやろう」と考えている。イギリス嫌いだが、安易に女子供をテロの標的にすることも嫌っている。
早川書房の『冒険・スパイ小説ハンドブック』の脇役ランキングでは2位にランクイン。続編の『鷲は飛び立った』では主役を務め、『テロリストに薔薇を』やショーン・ディロンの一連のシリーズにも登場している。

### スタドリ・コンスタブル村民
シュタイナー率いる落下傘部隊がチャーチル誘拐のために身分を偽って潜伏し、物語の主要な舞台となる村落の住人たち。
フィリップ・ヴェリカ
村の教会の司祭。裕福な家庭に生まれたが信仰の道に入る。従軍司祭として戦争に参加、落下傘降下を果たすが片足を失ってそのまま除隊、田舎で司祭生活を送ることになる。義足が合わないにもかかわらず中毒を恐れてモルヒネを取らないため、常に痛みに苦しめられており、更に「戦場で勇敢に振舞いたかったのに実戦では臆病風に吹かれてしまい、名誉挽回する機会を永遠に失った」ことが大きなコンプレックスとなり、苦しむ日々を送っていた。よそ者であるデヴリンとはそりが合わなかったが、彼にはそのコンプレックスを見抜かれていた。
妹にパメラ・ヴェリカがいて、同じ村で暮らしている。
アーサー・シーマー
村のちんびら。巨漢であるが鼓膜に穴が開いているという理由で徴兵から外れ、勇者として尊敬される機会を失ってしまったことにいらついていた。しかし選考に漏れた裏の理由は肉体よりも、元来持つ精神的な異常性のためのようである。たびたび婦女暴行事件を起こしていたが、村の多くの者と血縁関係があったことがあり、常に隠蔽されていた。
たびたびモリィ・プライアの家の仕事を手伝っていたが、下心があってのことだった。彼女に嫌われ、あげくの果てには襲い掛かるが、この時、既に来ていたデヴリンに撃退される。
モリィ・プライア
村に母親と二人で暮らしている少女。特にとりえのない平凡な少女で、何の波乱もなくただの一市民として一生を終えるはずだった。しかしある日村に沼沢の管理人として、ジョウアナ・グレイの甥と称するデヴリンがやってきたことで人生は一変。デヴリンに恋した彼女は、短くも波乱に満ちた一生に残る体験をすることになる。
レイカー・アームズビィ
村の墓守。ドイツ軍降下部隊の一人ヴェルナーと交流を持ち、ヴェルナー亡きあとも長年彼のことを慕い続けていた。事件後、イギリス政府からの隠蔽指令とシーマーの蛮行、そしてシュタイナ達への偉敬の念から事件を隠蔽し続ける村の中にあって、唯一ヒギンスに自ら情報を提供した人物でもある。

### アメリカ軍
シュタイナー率いる落下傘部隊と敵対するアメリカ軍の軍人たち。
ロバート・E・シャフトゥ
コンスタブル近くに駐屯するアメリカ軍レンジャー部隊の指揮官。階級は大佐。派手好きで自身は有能だと思いこんでおり、戦場から遠く離れた地に配属されていることに不満を覚え、たびたび無人島にある灯台を襲撃するなど悪戯程度の出撃で憂さを晴らす日々を送っていた。実際にはフィリピンで部下たちを残して撤退したという前歴があり、肥大している自意識に能力が追いついていない典型的な無能軍人である。本国への召還命令を受けると時を同じくして、コンスタブルにやってきたポーランド人空挺部隊が実はドイツの降下猟兵であることを知り、彼らを強襲して自らの名誉を挽回しようとする。
ハリィ・ケイン
シャフトゥの部下で階級は少佐。上司とは対照的な好人物である。日頃からシャフトゥの行動を苦々しく思っていた。

### その他
ベン・ガーヴァルド
バーミンガムの闇商人（ギャング）。デヴリンがドイツ軍空挺部隊を偽装するために必要なトラックやジープを調達した相手。しかし、自分を軽視するかのような行動をとったデヴリンに恨みを抱き襲撃を企てるが、意図を読んでいたデヴリンに返り討ちにあって重傷を負う。警察に捕まるのを恐れて正規の医療を受けなかったことが原因で死亡するが、この時、膝頭を打ち抜くというIRA式の制裁を加えた事がデヴリンの失策になってしまう。
ジャック・ロウガン
ロンドン警視庁のベテラン警部。大学出のファーガス・グラント警部補を相棒にしている。ベン・ガーヴァルドの死亡事件で、膝頭を打ち抜かれた事からただの事件ではなく、IRA絡みの犯行だと睨み捜査を開始。最終的にデヴリンの存在にたどり着き、グラントと共にスタドリ・コンスタブルへ向かう。

### 史実の人物
- アドルフ・ヒトラー
- ハインリヒ・ヒムラー
- ヴィルヘルム・カナリス
- ユルゲン・シュトロープ

ジャック・ヒギンズ
作者本人。この物語は作者が世界各地にいる関係者たちを取材して、その内容を小説風にまとめたノンフィクションという体裁をとっている。このため通常、物語といえば作中に書かれた内容は真実として受け止められるが、「鷲が舞い降りた」においては取材対象の人間が嘘をついているという事もありえるので必ずしも真実を書いた物ではなくなっている。この事が次作『鷲は飛び立った』への重大な伏線となってくる。

## 余談
原題の“The Eagle has landed”は1969年にアポロ11号が月面に着陸した際に地球への連絡に使われた言葉でもある（着陸船の名前がEagleだった）。英語圏では月面着陸を象徴する言葉としてよく知られており、関連の著作や映像作品で題名に用いられている（オンラインショップなどで本項の小説・映画と混同されて誤った商品情報が記載されている場合がある）。
物語の主要登場人物の一人であるリーアム・デヴリンはフランク・ライアンがモデルになっているのではないかという指摘もある。フランク・ライアンは1922年にユニバーシティ・カレッジ・ダブリンの学生からIRAに転身した人物である。アイルランド内戦では反条約派に加わって戦ったがアイルランド自由国軍（条約推進派）に捕らえられ、強制収容所に送られた。1923年に釈放されると一旦大学に戻って学業を終え、1925年からIRAの運動家として活動を開始する。1933年に非常に共産主義色の強いセクトを創設してIRA主流派と対立し、IRAと袂を分かつ。スペイン内戦が勃発するとライアンは反フランコの立場で義勇兵を募り、なんとか80名ほどの義勇兵を集めて国際旅団に参加する（カトリックの力が強いアイルランドでは親フランコの雰囲気が強く、ライアンの活動は深刻な弾圧に遭遇した）。1938年にライアンはムッソリーニの派遣したイタリア軍に捕らえられ、ブルゴスの監獄に収容される。しかしアイルランド自由国政府の介入もあり、ライアンは監獄から「脱走」したという名目で、ナチスのAbwehr（情報機関）に身柄を引き渡される。その後ライアンは同じアイルランド人のショーン・ラッセルとともに、Abwehrによる対アイルランド工作の為の人材として利用され、1944年にドレスデンで没している。ライアンはIRAの活動家としてはかなり有名な人物であり、アイルランドの歌手クリスティ・ムーアのヒット曲「Viva La Quinta Brigada」によっても広く知られている。

## 書誌情報
日本では早川書房よりハードカバーや文庫版が発売されている。『完全版』以前の版は絶版となっている。
- 『鷲は舞い降りた』菊池光訳、1976年発行、ハードカバー版。
- 『鷲は舞い降りた』菊池光訳、1981年10月発行、〈ハヤカワ文庫NV〉。ISBN 4-15-040263-9
- 『鷲は舞い降りた 完全版』菊池光訳、1992年7月発行、ハードカバー版。ISBN 4-15-207754-9。
- 『鷲は舞い降りた 完全版』菊池光訳、1997年4月発行、〈ハヤカワ文庫NV〉。ISBN 4-15-040834-3。

## 映画
原作の初版が刊行された翌年の1976年にはジョン・スタージェス監督による、マイケル・ケイン、ドナルド・サザーランド、ロバート・デュヴァルらが出演した同名の映画も公開されている。映画版の邦題の表記は『鷲は舞いおりた』。映画版は原作の内容をなぞる内容となっているものの、シュタイナーやラードルの階級が中佐から大佐へと変更されていたり、シュタイナーを含め一部の登場人物の末路が異なるなど、細部の内容には変更が加えられている。
映画はヒット作となり原作者であるヒギンズを有名にしたが、その内容については批判的な評価もある。例えば作家の伴野朗は『ミステリマガジン』1992年9月号に寄稿した記事（『冒険・スパイ小説ハンドブック』に収録）の中で原作小説を手放しで称賛する一方、映画版を「箸にも棒にもかからない駄作」であるとして酷評している。

## ラジオドラマ
2020年1月にNHK-FMの「青春アドベンチャー」枠で放送された（2020年1月20日 - 24日・1月27日 - 31日、全10話）。
出演：東幹久、長森雅人、古河耕史、青山勝、政岡泰志、山崎たくみ、伊達暁、朝倉伸二、銀河万丈 ほか。

### 配役
- クルト・シュタイナー - 東幹久
- マックス・ラードル、ハリィ・ケイン - 長森雅人
- リーアム・デヴリン - 陰山泰
- リッター・ノイマン - 古河耕史
- ハーヴィ・プレストン - 小山剛志
- ヒトラー、ロスマン、ホーファ、アルトマン、ベン・ガーヴァルド、ガーヴェイ - 政岡泰志
- シュトルム、ルーベン・ガーヴァルド - 児島功一
- ジョウアナ・グレイ - 幸田尚子
- フィリップ・ヴェリカ、カール・シュタイナ - 朝倉伸二
- パメラ・ヴェリカ - 清水葉月
- グレアム - 櫻井優輝
- スーザン - 上田帆乃佳
- モリィ・プライア - 蔵下穂波
- ハインリヒ・ヒムラー - 山崎たくみ
- ヴィルヘルム・カナリス、シャフトゥ大佐、チャーチル - 青山勝
- オットー・フランク - 伊達暁
- ブラナ・レゼムニコフ - 長島すみれ
- ジャック・ヒギンズ、ナレーション - 銀河万丈

### スタッフ
原作：ジャック・ヒギンズ「鷲は舞い降りた」
訳：菊池光
脚色：池谷雅夫
演出：吉田浩樹
技術：大塚茂夫
音響効果：今井裕
選曲：黒田賢一
時代考証：大森洋平